# Campioni del Domani 2022
El Campioni del Domani 2022 fue la 49.ª edición de la principal competición juvenil del básquetbol chileno. El campeonato contó con la participación de 18 equipos que participan con sus escuadras sub-19 que se desarrolló del 6 de enero al 16 de enero de 2022. Los 18 clubes participantes en esta edición fueron nacionales. El campeonato se realizó en el Gimnasio de Stadio Italiano de la comuna de Las Condes.
Sportiva Italiana se corona campeón por tercera vez en su historia de esta competición venciendo en la final a Municipal Puente Alto 73-71.